# Скарби Освенцима
Освенцимський скарб - це археологічна знахідка, що складається приблизно з 400 предметів з Великої синагоги в Освенцімі, яка була виявлена в 2004 році групою археологів на чолі з доктором Малгожатою, групою з університету Миколи Коперника в Торуні.

## Початок відкриття
З 28 травня до 29 червня 2004 року на місці, де до 1939 року стояла Велика синагога в Освенцімі, проводилися археологічні розкопки під керівництвом доктора Малгожати, групи з університету Миколи Коперника в Торуні. Розкопки були організовані у зв'язку з підтвердженими повідомленнями про те, що після звістки про початок Другої світової війни в синагозі були заховані Історичні предмети. Ними були: розповідь Ішаяху Ярота, колишнього жителя Освенцима, який пережив Голокост, який описав історію приховування предметів і історію Леона Шенкера, який очолював місцеву єврейську громаду в перші дні німецької окупації. У 1998 році, коли йому було 90 років, Ярот випадково зустрів Яріва Норнберга, молодого ізраїльтянина, який щойно звільнився з армії і мав намір відвідати табори знищення в Польщі. Потім Ярот згадав момент, коли побачив, як люди закопують те, що він прийняв за дві металевих скрині.Він також намалював карту, щоб допомогти дослідникам знайти приховані об'єкти. Предмети, ймовірно, були заховані з ініціативи тодішнього рабина Великої синагоги Еліягу Бомбаха в перші дні війни в метрі під підлогою в кутку синагоги, під сходами, що ведуть до Жіночих галерей. Їх розібрали до того, як закопати. Ініціаторами роботи були Норнберг і режисер Яхалі Гат з Ізраїлю, а також спонсорами були конференція з матеріальних претензій євреїв до Німеччини і приватні донори. Роботи почалися незабаром після того, як єврейська громада Бельсько-Бяла отримала від муніципального управління Освенцима дозвіл на повернення ділянки відповідно до Закону 1997 року про реституцію єврейської власності. Метою досліджень і розкопок було також ретельне вивчення місцевості і досягнення фундаменту першої дерев'яної синагоги.

## Археологічні роботи
Протягом перших трьох тижнів археологи знаходили тільки невеликі керамічні вироби, монети початку 19 століття і меморіальну дошку на честь рабина початку 20 століття. Тільки в середині червня скарб був знайдений в колишньому кутку синагоги. Згідно з розповіддю Джишаджаху Ярота, сувої Тори були заховані разом з антикварними предметами. Однак їх знайти не вдалося. За іншими даними, вони були поховані на єврейському кладовищі в Освенцимі.
Археологи спочатку розкопали два місця, спираючись на розповіді Джишаджаху Джарота. Коли нічого не було знайдено в цих місцях, почалися загальні розкопки у фундаменті синагоги. Предмети були знайдені на останньому місці, зазначеному археологами, всього за кілька днів до закінчення чотирьохтижневих розкопок.
Під час розкопок був знятий документальний фільм "Скарб в Освенцимі" режисера Яхалі Гата. Колишні Єврейські жителі Освенцима Адам Друкс і Лолек Лерер, які проживають в Ізраїлі, також брали участь у його реалізації.

## Артефакти
Під час розкопок було виявлено понад 400 предметів, які були обладнанням синагоги до війни. Були знайдені декоративні плитки для підлоги синагоги, декоративні мармурові елементи ковчега Арона Кодеша, церемоніальне блюдо для миття рук, обвуглені фрагменти молитовників і пам'ятні таблички.
На заключному етапі розкопок була знайдена основна частина пам'ятників. Серед них були, мідні лампи Нер тамід, численні ханукальні свічники і люстри другої половини 19 століття.
Також були знайдені меблі, лавки, спалені книги та елементи з написами на івриті. Під час розкопок були виявлені залишки нацистських бункерів, виритих всередині синагоги. Знахідка була передана в єврейський центр Аушвіц в Освенцімі, де артефакти були каталогізовані, інвентаризовані і відновлені. Деякі предмети з Великої синагоги виставлені на постійній виставці в єврейському музеї, який є частиною центру. На виставці представлені, зокрема, лампа Нер Тамід, елементи свічників, мармурові прикраси і повністю збережена підвісна люстра.